# Впустіть нас
Впустіть нас (Let Us In) — сімейний науково-фантастичний фільм жахів 2021 року, сценарист і режисер Крейг Мосс.

## Про фільм
Емілі та її найкращий друг Крістофер починають розслідувати раптові зникнення кількох підлітків у їхньому маленькому містечку.
Усвідомлюючи, що може відбуватися щось глибше, друзі мають справу із силами, які вони навіть уявити не можуть.

## Знімались
| Актор            | Роль      |
| ---------------- | --------- |
| Макензі Мосс     | Емілі     |
| О'Ніл Монаган    | Крістофер |
| Ерік Каллеро     | Джайо     |
| Тобін Белл       | Фредерік  |
| Седі Стенлі      | Джессі    |
| Сієна Агудонг    | Скарлетт  |
| Маккензі Зіглер  | Іві       |
| Крістофер Гартіе | Марк      |
| Матер Зікель     | Гарольд   |
| Джуді Гісон      | Нана      |
| Ясмін Флетчер    | Карлі     |
| Брендон Су Ху    | Люк       |